# Petr Frydrych
Petr Frydrych (13 de enero de 1988, Klatovy, República Checa) es un atleta , especialista en la prueba de lanzamiento de jabalina, con la que llegó a ser medallista de bronce mundial en 2017.

## Carrera deportiva
En el Mundial de Londres 2017 gana la medalla de bronce en lanzamiento de jabalina, quedando tras el alemán Johannes Vetter y su compatriota el también checo Jakub Vadlejch.